# Championnat de France féminin de volley-ball 2017-2018
Navigation
Saison précédente Saison suivante
La Ligue A féminine 2017-2018 oppose les douze meilleures équipes féminines françaises de volley-ball.

## Listes des équipes en compétition
Légende des couleurs
- Ligue des champions 2017-2018
- Coupe de la CEV 2017-2018
- Challenge Cup 2017-2018
- Promu de Élite 2015-2016

| Club                             | Classement 2015-2016 | Salle(s)                       | Capacité théorique |
| -------------------------------- | -------------------- | ------------------------------ | ------------------ |
| ASPTT Mulhouse                   | Champion             | Palais des Sports              | 3 700              |
| ES Le Cannet-Rocheville          | Finaliste            | Gymnase Maillan                | 825                |
| Béziers Volley                   | 3e                   | Halle des Sports du Four       | 770                |
| Volley-Ball Nantes               | 4e                   | Saint-Joseph 2                 | 798                |
| Racing Club de Cannes            | 5e                   | Palais des Victoires           | 4 000              |
| AS Saint-Raphaël VB              | 6e                   | Salle Pierre-Clere             | 500                |
| Pays d'Aix Venelles VB           | 7e                   | Halle des Sports               | 650                |
| Saint-Cloud Paris Stade français | 8e                   | Salle Géo-André                | 1 100              |
| Évreux Volley-ball               | 9e                   | Gymnase Canada                 | 1 200              |
| Vandœuvre Nancy VB               | 10e                  | Parc des Sports Nations        | 600                |
| Quimper Volley 29                | 11e                  | Halle des Sports d'Ergué-Armel | 1 200              |
| VBC Chamalières                  | 1er Élite            | Grande Salle Chatrousse        | 800                |

## Saison régulière

### Classement
Les points sont attribués de la manière suivante, 3 points en cas de victoire, 0 point en cas de défaite. Si le match va jusqu'au tie-break (cinquième set), le vainqueur ne marquera que 2 points et le vaincu récupérera 1 point.
- En cas d’égalité de points, le classement prend en compte :
  - le nombre de victoires
  - le quotient des sets
  - le quotient des points

| # | Équipe                           | Pts | J  | G  | Gt | Pt | P  | Sp | Sc | Ratio | Pp   | Pc   | Ratio |
| 1 | Béziers Volley                   | 54  | 22 | 19 | 0  | 0  | 3  | 60 | 21 | 2.857 | 1891 | 1627 | 1.162 |
| 2 | Racing Club de Cannes            | 54  | 22 | 18 | 0  | 0  | 4  | 58 | 23 | 2.522 | 1888 | 1618 | 1.167 |
| 3 | ASPTT Mulhouse (T)               | 45  | 22 | 15 | 0  | 0  | 7  | 51 | 30 | 1.7   | 1888 | 1771 | 1.066 |
| 4 | AS Saint-Raphaël VB              | 37  | 22 | 11 | 0  | 0  | 11 | 47 | 39 | 1.205 | 1940 | 1794 | 1.081 |
| 5 | ES Le Cannet-Rocheville          | 35  | 22 | 14 | 0  | 0  | 8  | 52 | 37 | 1.405 | 1972 | 1889 | 1.044 |
| 6 | Pays d'Aix Venelles VB           | 30  | 22 | 11 | 0  | 0  | 11 | 41 | 46 | 0.891 | 1914 | 1959 | 0.977 |
| 7 | Saint-Cloud Paris Stade français | 30  | 22 | 10 | 0  | 0  | 12 | 40 | 45 | 0.889 | 1820 | 1908 | 0.954 |
| 8 | Volley-Ball Nantes               | 27  | 22 | 8  | 0  | 0  | 14 | 34 | 47 | 0.723 | 1738 | 1808 | 0.961 |
| 9 | Vandœuvre Nancy VB               | 23  | 22 | 8  | 0  | 0  | 14 | 33 | 50 | 0.66  | 1798 | 1891 | 0.951 |
| 10 | Quimper Volley 29                | 20  | 22 | 7  | 0  | 0  | 15 | 31 | 52 | 0.596 | 1753 | 1884 | 0.93  |
| 11 | Évreux Volley-ball               | 20  | 22 | 7  | 0  | 0  | 15 | 34 | 52 | 0.654 | 1749 | 1946 | 0.899 |
| 12 | VBC Chamalières (P)              | 11  | 22 | 4  | 0  | 0  | 18 | 19 | 58 | 0.328 | 1566 | 1822 | 0.859 |
| Qualification pour les play-offsRelégation en Élite(T) = Tenant du titre; (P) = Promu; (C) = Vainqueur de la Coupe de France; # = classement; Pts = points; J = joués; G / Gt / Pt / P = gagnés 3-0 ou 3-1 / gagnés au tie-break 3-2 / perdus au tie-break 2-3 / perdus 1-3 ou 0-3; Sp / Sc / Ratio = sets pour / contre / ratio de sets pour/contre; Pp / Pc / Ratio = points pour / contre / ratio de points pour/contre |                                  |     |    |    |    |    |    |    |    |       |      |      |       |

Classement du championnat après 22 journées.
Le club de VBC Chamalières est repêché pour la prochaine saison et restera en Ligue A.
Les promus pour la prochaine saison seront Marcq-en-Barœul, Mougins et une équipe du Centre national de volley-ball

## Formule de la compétition
Première phase : matchs aller-retour, 26 journées
À l'issue de cette première phase :
- Les clubs classés de la 1re à la 8e place sont maintenus sportivement en LAM et disputent les matchs de play-offs du championnat de France ;
- Les clubs classés de la 9e à la 10e place sont maintenus sportivement en LAM ;
- Les clubs classés 11e et 12e rétrogradés sportivement en Élite.

Play-offs
Formule sportive : les quarts de finale, les demi-finales et la finale se disputent selon des modalités différentes :
- Les quarts de finale et les demi-finales se disputent en matchs aller-retour et appui éventuel. Le match aller a lieu sur le terrain du club le mieux classé à l'issue de la première phase, le match retour a lieu sur le terrain du club le moins bien classé à l'issue de la première phase et l'appui éventuel sur le terrain du club le mieux classé ;
- La finale se joue lors d'un match unique

Quarts de finale
Les quarts de finale sont répartis comme suit :
- Le club classé 1er contre le club classé 8e à l’issue de la première phase (match A) ;
- Le club classé 2e contre le club classé 7e à l’issue de la première phase (match B) ;
- Le club classé 3e contre le club classé 6e à l’issue de la première phase (match C) ;
- Le club classé 4e contre le club classé 5e à l’issue de la première phase (match D).

Demi-finales
Y participent les vainqueurs des quarts de finale :
- Vainqueur du match A contre le vainqueur du match D (match E) ;
- Vainqueur du match B contre le vainqueur du match C (match F).

Finale
Y participent les vainqueurs des demi-finales :
- Vainqueur du match E contre le vainqueur du match F.

## Play-offs

### Tableau
|  | Quarts de finale               | Quarts de finale      | Quarts de finale | Quarts de finale             |                       |   | Demi-finales | Demi-finales         | Demi-finales | Demi-finales |  |  | Finale | Finale | Finale | Finale |
|  |                                |                       |                  |                              |                       |   |              |                      |              |              |  |  |        |        |        |        |
|  | aller 31/03, retour 14/04/2018 |                       |                  |                              |                       |   |              |                      |              |              |  |  |        |        |        |        |
|  |                                |                       |                  |                              |                       |   |              |                      |              |              |  |  |        |        |        |        |
|  | Béziers Volley                 | 3                     | 3                |                              |                       |   |              |                      |              |              |  |  |        |        |        |        |
|  | Béziers Volley                 | 3                     | 3                | aller 21/04, retour 25/04/18 |                       |   |              |                      |              |              |  |  |        |        |        |        |
|  | Volley-Ball Nantes             | 0                     | 1                |                              |                       |   |              |                      |              |              |  |  |        |        |        |        |
|  | Volley-Ball Nantes             | 0                     | 1                | Béziers Volley               | 3                     | 3 |              |                      |              |              |  |  |        |        |        |        |
|  |                                |                       |                  |                              | 3                     | 3 |              |                      |              |              |  |  |        |        |        |        |
|  |                                | Saint-Raphaël VB      | 0                | 0                            |                       |   |              |                      |              |              |  |  |        |        |        |        |
|  | Saint-Raphaël VB               | Saint-Raphaël VB      | 0                | 0                            | 3                     | 1 | 3            |                      |              |              |  |  |        |        |        |        |
|  | Saint-Raphaël VB               |                       |                  |                              | 3                     | 1 | 3            | Paris, le 5 mai 2018 |              |              |  |  |        |        |        |        |
|  | Le Cannet-Rocheville           | 0                     | 3                | 0                            |                       |   |              |                      |              |              |  |  |        |        |        |        |
|  | Le Cannet-Rocheville           | 0                     | 3                | 0                            | Béziers Volley        | 3 |              |                      |              |              |  |  |        |        |        |        |
|  |                                |                       |                  |                              | Béziers Volley        | 3 |              |                      |              |              |  |  |        |        |        |        |
|  |                                | Racing Club de Cannes | 2                |                              |                       |   |              |                      |              |              |  |  |        |        |        |        |
|  | ASPTT Mulhouse                 | Racing Club de Cannes | 2                | 3                            | 1                     | 3 |              |                      |              |              |  |  |        |        |        |        |
|  | ASPTT Mulhouse                 |                       |                  |                              |                       | 3 |              |                      |              |              |  |  |        |        |        |        |
|  | Pays d'Aix Venelles VB         | 0                     | 3                | 2                            |                       |   |              |                      |              |              |  |  |        |        |        |        |
|  | Pays d'Aix Venelles VB         | 0                     | 3                | 2                            | Racing Club de Cannes | 3 | 3            |                      |              |              |  |  |        |        |        |        |
|  |                                |                       |                  |                              | Racing Club de Cannes | 3 | 3            |                      |              |              |  |  |        |        |        |        |
|  |                                | ASPTT Mulhouse        | 0                | 1                            |                       |   |              |                      |              |              |  |  |        |        |        |        |
|  | Racing Club de Cannes          | ASPTT Mulhouse        | 0                | 1                            | 3                     | 3 |              |                      |              |              |  |  |        |        |        |        |
|  | Racing Club de Cannes          |                       |                  |                              |                       | 3 |              |                      |              |              |  |  |        |        |        |        |
|  | Saint-Cloud Paris SF           | 2                     | 0                |                              |                       |   |              |                      |              |              |  |  |        |        |        |        |
|  | Saint-Cloud Paris SF           | 2                     | 0                |                              |                       |   |              |                      |              |              |  |  |        |        |        |        |
|  |                                |                       |                  |                              |                       |   |              |                      |              |              |  |  |        |        |        |        |

Béziers Volley remporte le premier titre de champion de France de son histoire.

### Matchs[5]

#### Quarts de finale
- Béziers Volley / VB Nantes 2-0

- Saint-Raphaël VB / Le Cannet-Rocheville 2-1

- ASPTT Mulhouse / Pays d'Aix Venelles VB 2-1

- RC Cannes / Saint-Cloud Paris SF  2-0

#### Demi-finale
- Béziers Volley / Saint-Raphaël VB 2-0

- RC Cannes / ASPTT Mulhouse  2-0

#### Finale
- Béziers Volley / RC Cannes 1-0